# Maghull
Maghull est une ville de l'arrondissement de Sefton, dans le comté de Merseyside, en Angleterre.

## Aujourd'hui
La population actuelle de Maghull dépasse les 28 000 habitants. La plupart des constructions de Maghull sont des maisons individuelles ou jumelées, créées au XXe siècle. En effet, elle sert de banlieue-dortoir à Liverpool.

## Histoire
La construction de Maghull s'est réalisée en plusieurs étapes.
L'établissement original s'est probablement fait sur une arête de terre élevée, qui pouvait être vue du Red Lion Bridge.
Elle est délimitée d'un côté par le « Leeds and Liverpool Canal » et de l'autre par la A5247.

### Les débuts
Cette arête marque la fin de la plaine inondable de la rivière Alt, assurant la protection contre les inondations et un accès aux pâturages fertiles de la plaine.
Le nom Maghull est peut-être dérivé du mot celtique 'Magos', du vieil irlandais 'Magh' et du vieil anglais 'Halh', qui signifie 'terrain plat dans la courbure de la rivière'.
Dans le recensement (Domesday Survey) de 1086, Maghull est un village de six Miles carrés, avec moins de 50 habitants.
La première église connue y est apparue aux environs de 1100. Malgré les reconstructions, cette chapelle est toujours visible dans la cour de l'église Victorian St Andrews.
En 1774 le « Leeds and Liverpool Canal » atteint Maghull et lui apporte une deuxième voie d'accès vers Liverpool.
L'arrivée du canal a créé de nouvelles industries, essentiellement des carrières d'extraction de grès et d'argile.
Cette arrivée a aussi soutenu le commerce de l'hôtelerie.
En 1780 un nouveau manoir Maghull été construit près de l'emplacement du manoir d'origine.
Il est toujours sur l'emplacement de la Maison Maghull et conserve une partie du fossé d'origine.

### 1800
Lors du recensement de 1801, Maghull avait atteint une population de 534 habitants, avec environ la moitié des emplois dans le secteur du commerce plutôt que dans l'agriculture.
Vers 1840 le type d'agriculture passa de l'élevage à la culture.
En 1849 on vit arriver le chemin de fer, avec la création d'une gare sur la ligne Liverpool - Ormskirk.
En 1884 une deuxième gare (Sefton & Maghull) est construite sur la nouvelle ligne du « Cheshire Lines Committee », la reliant à Southport. Elle est reliée à la ligne Liverpool- Ormskirk, cette jonction étant faite juste après l'ancienne gare Roan, la majeure partie du remblai ayant été détruit pour étendre le carfour « Switch Island ».
La Maison Maghull a été fondée en 1888 pour recevoir des malades atteints d'épilepsie, le manoir original étant formé d'un ensemble de bâtiments élégants situé non loin de la gare Sefton & Maghull.

### 1900
En 1901, la population se maintient à 1 505 habitants. Le secteur est essentiellement rural. En période d'inondation et de gel, les habitants de Liverpool descendent à la gare de Sefton & Maghull pour venir patiner sur la plaine gelée.
En 1921, la ville compte 2 037 habitants.
En 1927, les travaux nécessaires à l'installation de l'électricité ouvrent une brèche dans le mur de retenue du canal.
En 1933, on construit l'autoroute A59 reliant Liverpool à Ormskirk. C'est une large route de 3 voies manifestement inspirée des autoroutes allemandes. Elle coupe Maghull et permet ainsi l'expansion de la ville.
Dans les années 1930, le sanatorium Park Lane et un hôpital construit pour traiter les victimes du shell-shock ou névrose traumatique fusionnent pour former l'hôpital Ashworth, ce qui décharge le Rampton High security hospital de 100 patients. C'est toujours un hôpital de sécurité aujourd'hui, retenant notamment le tueur en série Ian Brady.
En 1939, l'IRA fait sauter le pont tournant traversant le canal sur Green lane. La signification stratégique de ce geste n'a jamais été complètement expliquée.
Pendant la Seconde Guerre mondiale, Maghull n'est pas totalement épargné par les bombardements, mais sert de refuge à plus de 6 000 personnes une nuit où Bootle est pilonnée. Des unités militaires américaines et polonaises stationnent à Maghull et gardent de nombreux camps pour les personnes déplacées.
En 1951, la population atteint les 10 831 habitants. En 1952, les services au passager se retirent de la gare Sefton & Maghull. À partir du milieu des années 1950, la population augmente et passe de 16 379 habitants en 1961 à 22 794 en 1971. Maghull est la commune (civil parish) la plus peuplée du pays.

## Personnages renommés
- Frank Hornby a habité à Maghull, sa maison est à Maricourt High School and Convent. William Vestey de la Blue Star Line, avait été un propriétaire précédent du même bâtiment.
- Mark Hateley le footballeur - Coventry City, Glasgow rangers, Angleterre et entraîneur de Hull City.
- Eddie Hemmings commentateur de rugby à 13 pour Sky TV.